# Oldřich Vrcha
Oldřich Vrcha (29. prosince 1943 – 16. května 2019) byl český politik, v 90. letech 20. století poslanec České národní rady a Poslanecké sněmovny za SPR-RSČ.

## Biografie
Ve volbách v roce 1992 byl zvolen do ČNR, jako poslanec za Sdružení pro republiku – Republikánskou stranu Československa (volební obvod Jihomoravský kraj).
Po vzniku samostatné České republiky v lednu 1993 se ČNR transformovala na Poslaneckou sněmovnu Parlamentu České republiky. V ní mandát obhájil ve volbách v roce 1996. Byl členem hospodářského výboru sněmovny. Počátkem roku 1993 se zapojil do série projevů republikánských poslanců při volbě prezidenta republiky. Pro výroky, které pronesl ho předseda sněmovny Milan Uhde vyzval k omluvě. V září 1995 byl krátce hospitalizován na nervovém oddělení znojemské nemocnice poté, co se zúčastnil potyčky s policisty při demonstraci republikánů.
V komunálních volbách roku 1994 byl zvolen do zastupitelstva města Prostějov za SPR-RSČ. Opětovně se o zvolení pokoušel v komunálních volbách roku 1998, ale nebyl zvolen. V roce 1995 před zasedáním prostějovského zastupitelstva rozdával podvržené letáky pod názvem Informace spolkové vlády pro vedení sudetoněmeckého landsmanschaftu, které vyvolávaly dojem návratu majetku sudetských Němců.
V republikánské straně zůstal i v letech po skončení parlamentní kariéry. Ve volbách do Evropského parlamentu v roce 2004 kandidoval za nástupnickou formaci Republikáni Miroslava Sládka. Profesně se tehdy uváděl jako invalidní důchodce, bytem Prostějov. Před plánovanými sněmovními volbami v roce 2009 se účastnil akcí Dělnické strany a zvažoval, že za ni bude kandidovat.